# ケネス・ロナーガン
ケネス・ロナーガン（英語: Kenneth Lonergan、1962年10月16日 - ）は、アメリカ合衆国の脚本家・映画監督である。

## 来歴
ロナーガンは、ブロンクスのニューヨーク州のニューヨーク市・ブロンクスで生まれる。
高校時代から、脚本を書き始める。

## フィルモグラフィ

### 映画
- アナライズ・ミー　Analyze This (1999年) 脚本
- ユー・キャン・カウント・オン・ミー　You Can Count on Me (2000年) 監督・脚本
- アナライズ・ユー　Analyze That (2002年) 脚本
- ギャング・オブ・ニューヨーク　Gangs of New York (2002年) 脚本
- マーガレット　Margaret (2011年) 監督・脚本
- マンチェスター・バイ・ザ・シー　Manchester by the Sea (2016年) 監督・脚本
  - アカデミー賞脚本賞受賞[3]